# ISO 3166-2:UM

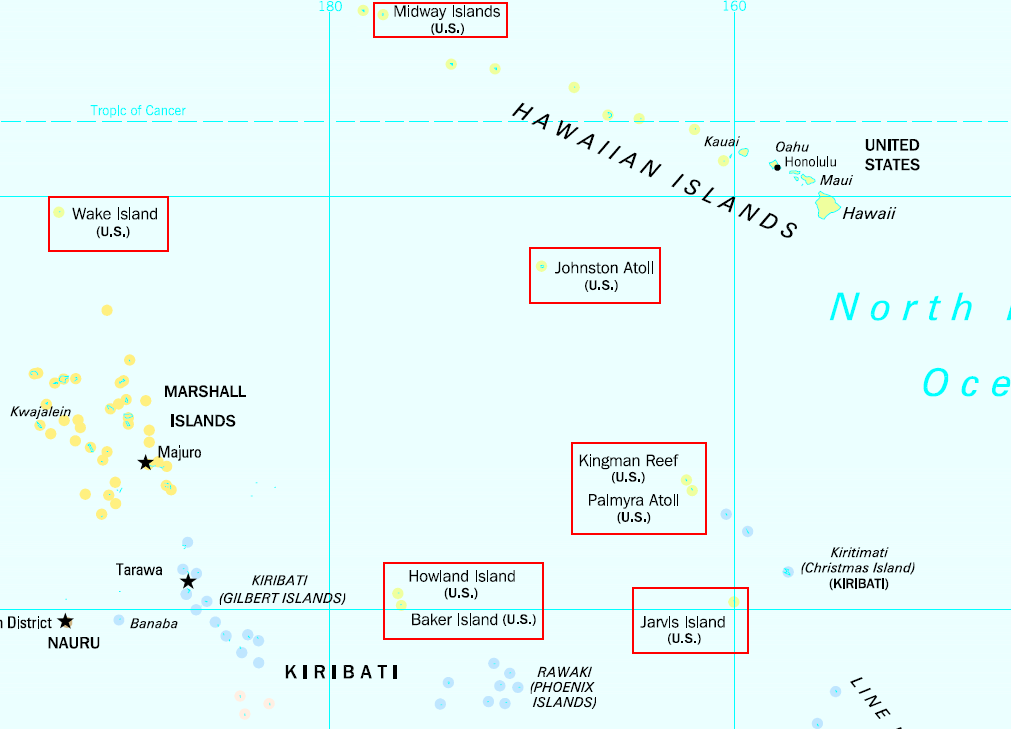
Mapa de las islas Ultramarinas Menores de Estados Unidos.

ISO 3166-2:UM es la entrada correspondiente a las Islas menores alejadas de Estados Unidos en la ISO 3166-2, parte de la norma ISO 3166 publicada por la Organización Internacional de Normalización (ISO), que establece códigos para los nombres de las subdivisiones principales (por ejemplo, provincias o estados) de todos los países codificados en la ISO 3166-1.
Actualmente, para las Islas menores alejadas de Estados Unidos, se han definido códigos ISO 3166-2 para nueve islas y grupos de islas.
Cada código presenta dos partes separadas por un guion. La primera es UM, el código ISO 3166-1 alfa-2 de las Islas menores alejadas de Estados Unidos. La segunda es de dos dígitos, correspondientes al antiguo código numérico FIPS 5-2 de la isla o grupo de islas.
Como parte del área insular de los Estados Unidos, a las Islas menores alejadas de Estados Unidos se les ha asignado también el código ISO 3166-2 US-UM en la entrada correspondiente a los Estados Unidos.

## Códigos actuales
Los nombres de las subdivisiones se enumeran en la norma ISO 3166-2 publicada por la Agencia de Mantenimiento ISO 3166 (ISO 3166/MA).
| Código | Nombre de la subdivisión |
| ------ | ------------------------ |
| UM-81  | Isla Baker               |
| UM-84  | Isla Howland             |
| UM-86  | Isla Jarvis              |
| UM-67  | Atolón Johnston          |
| UM-89  | Arrecife Kingman         |
| UM-71  | Islas Midway             |
| UM-76  | Isla de Navaza           |
| UM-95  | Atolón Palmyra           |
| UM-79  | Isla Wake                |